# Universitat de Lleida
La Universitat de Lleida (UdL) és una universitat pública ubicada a la ciutat de Lleida. Es tracta de la universitat més antiga tant de Catalunya com de la desapareguda Corona d'Aragó, i és una de les més antigues d'Europa.
La institució de què és hereva la Universitat de Lleida actual es constituí l'any 1297, amb el nom d'Estudi General de Lleida. Fou suprimida el 1717, arran del Decret de Nova Planta. La universitat actual fou creada el 1991. Actualment, la UdL té sis campus i ofereix titulacions en diverses àrees del coneixement, incloent-hi les ciències agràries, la salut, les humanitats i les ciències socials.

## Història

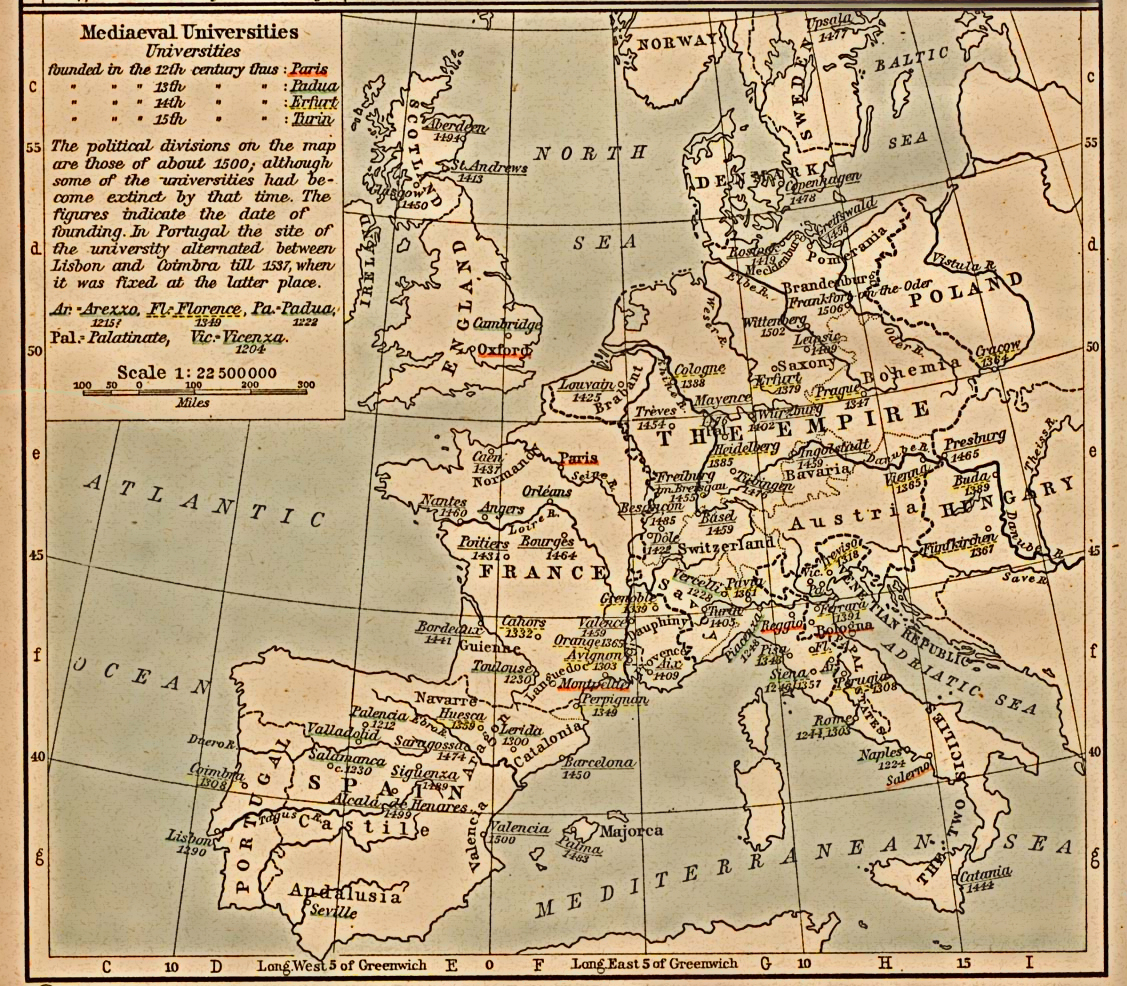
Mapa de situació i any de fundació de les universitats europees més antigues.

Els orígens de la Universitat de Lleida es troben en l'antic Estudi General de Lleida, creat l'1 de setembre 1300, mitjançant el privilegi fundacional atorgat pel rei Jaume II a petició dels estaments municipals. Prèviament, i a sol·licitud del rei, el papa Bonifaci VIII havia atorgat, l'1 d'abril de 1297, la butlla que aprovava la creació d'un Estudi General a les terres del rei d'Aragó.
La incorporació de Lleida al món universitari en les darreries del segle xiii va implicar l'arribada d'estudiants dels territoris de la Corona d'Aragó i d'altres, així com de tota una població vinculada a les noves possibilitats culturals i econòmiques del nou centre: increment del comerç i la manufactura, especialment d'aquells oficis relacionats amb el món del pergamí, el paper i el llibre. Així mateix, la Universitat convertia la ciutat en centre d'intercanvis i difusió de les idees i els avenços científics. D'altra banda, estudiants i professors formaven una comunitat dotada d'un barri específic amb llocs emblemàtics per a les celebracions solemnes com ara la Catedral o l'església de Sant Martí, i distingida amb beneficis tributaris, immunitats i privilegis diversos.
L'Estudi General entrà en un període de declivi important, a mitjan segle xvii, producte, entre altres causes, de les guerres entre França i Espanya; una decadència que continuaria fins al regnat de Felip V, ja al segle xviii. En aquesta època, i un cop finalitzada la Guerra de Successió, els reformadors borbònics decidiren implantar un nou model d'Universitat. L'11 de maig de 1717, es fundà a Cervera, en agraïment al suport ofert per aquesta ciutat emplaçada a uns 70 km a l'est de Lleida, un nou centre universitari que unificava i, per tant, tancava la resta de centres del Principat de Catalunya. Pel que fa a l'Estudi General de Lleida, una Reial Cèdula del 9 d'octubre n'ordenava el tancament definitiu, després de 417 anys de perllongada existència. Finia, així, la primera etapa de vida de la Universitat catalana que ha desenvolupat l'activitat acadèmica durant un període més llarg.
El 12 de desembre de 1991, el Parlament de Catalunya aprovà la Llei de creació de la Universitat de Lleida. La institució es constituïa a partir de tots els estudis universitaris de la ciutat de Lleida. El Dr. Víctor Siurana Zaragoza en fou President (DOGC 1750) de la Comissió Gestora fins a l'elecció del Dr. Jaume Porta Casanellas com a rector en maig de 1993. El procés de constitució de la Universitat va concloure amb l'aprovació, pel Claustre Constituent, dels Estatuts de la Universitat de Lleida, el 27 d'octubre de 1994.
Després del rector Jaume Porta Casanellas (1993-2003), la UdL ha tingut com a rectors el Dr. Joan Viñas Salas (2003-2011), el Dr. Roberto Fernández Díaz (2011-2019), i el Dr. Jaume Puy Llorens (2019-).

## Divisions administratives

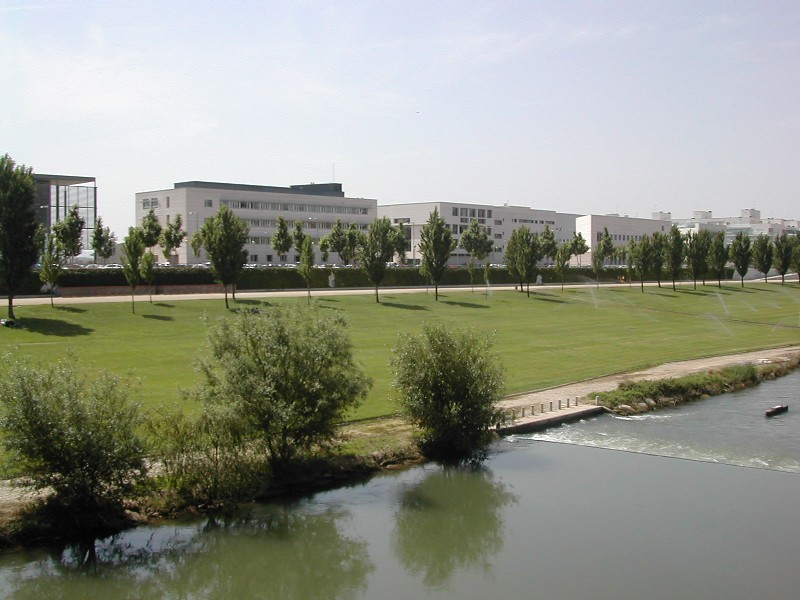
Vista d'alguns dels edificis del Campus de Cappont, situats al costat del riu Segre.

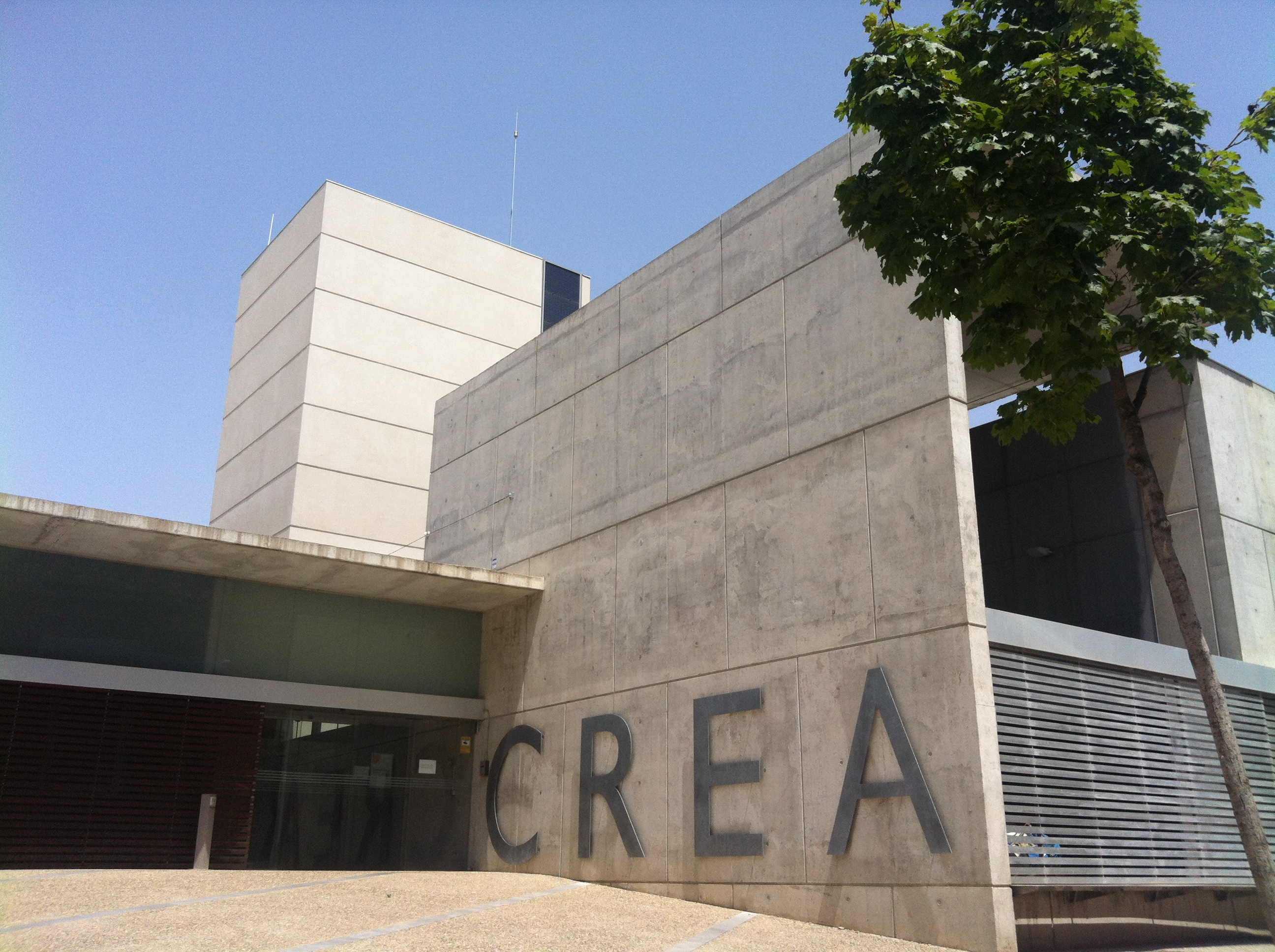
CREA Lleida.

A la Universitat de Lleida hi ha 6 campus, quatre a la ciutat de Lleida i dos a la ciutat d'Igualada.

### Campus de Cappont
El Campus de Cappont es troba al marge esquerra del riu Segre, al barri de Cappont. Seguint el curs del riu hi trobem el Centre de Cultures -que acull la Biblioteca Jaume Porta i l'Auditori- i la Facultat d'Educació, Psicologia i Treball Social; tot seguit hi trobem l'Escola Politècnica Superior, l'edifici Polivalent 1, la Facultat de Dret, Economia i Turisme, el Centre de Recerca en Energia Aplicada (CREA) i l'Edifici Polivalent 2.

#### Facultat de Dret, Economia i Turisme
La Facultat de Dret, Economia i Turisme és el centre amb major nombre d'estudiantat, gairebé dos mil alumnes. L’any 1986 es va autoritzar la creació de la Facultat de Dret de l’Estudi General de Lleida, depenent de la Universitat de Barcelona. L’any següent es van incorporar els estudis de Ciències Empresarials i finalment el 12 de desembre de 1991, amb l’aprovació pel Parlament de Catalunya de la Llei 34/1991 de 30 de desembre, es va crear la Facultat de Dret i Economia de la Universitat de Lleida.
Inicialment només s’impartien els estudis de la llicenciatura en Dret i de la diplomatura en Ciències Empresarials i paulatinament es van incorporar noves titulacions de segon cicle com van ser la llicenciatura en Administració i Direcció d’Empreses (1995) i la llicenciatura en Ciències del Treball (2004). El curs acadèmic 2009-2010 porta el Grau en Dret i el Grau en ADE, un any després, al curs 2010-2011 es comencen a impartir els estudis en el Grau de Turisme. Actualment, també ofereix estudis de màster i doctorat.

#### Escola Politècnica Superior
L'Escola Politècnica Superior (EPS) té els seus orígens en l'antiga Escola Universitària d'Informàtica de Lleida que depenia de la Universitat de Barcelona (Reial decret 94/1991). A l'esmentada Escola es feien els estudis de la diplomatura en Informàtica. Encara no hi havia estructura departamental i s'ocupava una petita part de la tercera planta del que ara és l'edifici de Rectorat de la Universitat de Lleida.
Amb la creació de la Universitat de Lleida, l'any 1991 es va procedir al canvi de la denominació, en previsió de la futura incorporació dels estudis d'Enginyeria Tècnica Industrial, passant a anomenar-se Escola Universitària Politècnica. Durant el curs 1991/92 es van publicar les directrius de les noves titulacions d'Enginyeria Tècnica en Informàtica de Gestió i Enginyeria Tècnica en Informàtica de Sistemes.

### Campus del Rectorat
El campus del Rectorat, antic seminari diocesà, és un edifici del segle XIX ubicat a la Rambla d'Aragó que acull els òrgans de govern i la majoria d'unitats de la UdL, així com la Facultat de Lletres i l'Escola de Doctorat.

### Campus de Ciències de la Salut
El Campus de Ciències de la Salut està distribuït entre l'Hospital Universitari Arnau de Vilanova, on hi ha la Unitat Docent de Ciències de la Salut, i l'Hospital de Santa Maria, que acull la Facultat de Medicina i la Facultat d'Infermeria i Fisioteràpia. Al recinte de l'Hospital Universitari Arnau de Vilanova s'hi afegeixen noves edificacions dedicades de forma exclusiva a la investigació, com l'edifici de Biomedicina, que acull l'Institut de Recerca Biomèdica de Lleida (IRBLleida), i un segon edifici destinat a la recerca.

### Campus Agroalimentari, Forestal i Veterinari (ETSEAFiV)
El campus de l’ETSEAFiV està situat a 3 km del centre de la ciutat de Lleida, al barri de Ciutat Jardí. És el principal campus agroalimentari i forestal de Catalunya i un dels principals de l'estat espanyol pel que fa al nombre d’estudiants i professors, titulacions impartides i activitat investigadora. Acull l'Escola Tècnica Superior d'Enginyeria Agrària (ETSEA) i també s'hi localitza el Centre UdL-IRTA d’investigació agroalimentària i altres serveis dependents del Departament d’Agricultura, Ramaderia i Pesca (DARP) de la Generalitat de Catalunya.

### Campus d'Igualada
- Escola Politècnica Superior.
- Facultat de Dret, Economia i Turisme
- Facultat d'Infermeria i Fisioteràpia.
- Facultat de Medicina.

### Centres adscrits
- Institut Nacional d'Educació Física de Catalunya - INEFC.
- Escola Universitària de Relacions Laborals.
- Escola Universitària de Turisme Terres de Lleida.

### Parc Científic i Tecnològic Agroalimentari de Lleida - PCiTAL
- Consorci format per la UdL i l'Ajuntament de Lleida amb l'objecte de promoure les activitats d'R+D+I conjuntes Universitat-Empresa i la creació de noves empreses basades en el coneixement.

### Arxiu i Gestió de Documents de la UdL

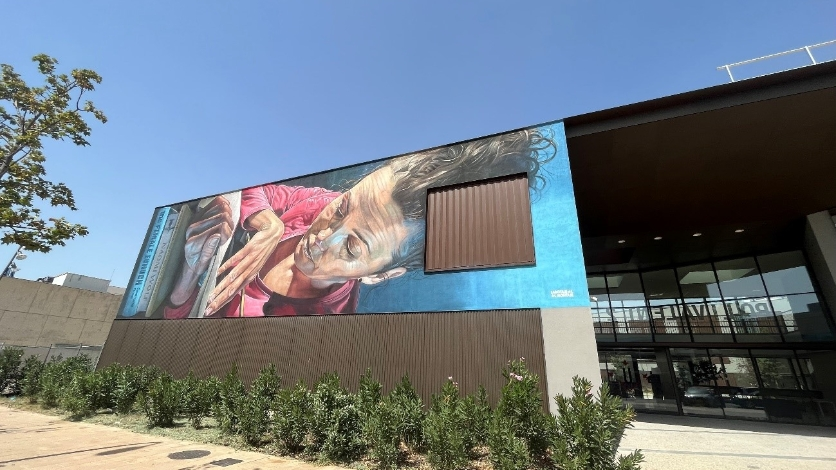
Façana de l'edifici polivalent 2 on està ubicat Arxiu i Gestió de Documents de la UdL

L'Arxiu i Gestió de Documents de la Universitat de Lleida és una unitat central que dona suport administratiu i acadèmic, gestionant el patrimoni documental de la universitat. Creat el 2004, s'encarrega de conservar i difondre documents, imatges i materials audiovisuals generats per la Universitat. El 2016, es va convertir en la primera universitat espanyola certificada segons la norma UNE-ISO 30301 per la gestió documental.

### Consell de l'Estudiantat de la Universitat de Lleida
El Consell de l'Estudiantat de la Universitat de Lleida representa a l'estudiantat de la Universitat de Lleida.

## Rànquings internacionals
L'any 2021, la Universitat de Lleida fou qualificada per Times Higher Education amb llur rànquing Times Higher Education’s Impact 2021 com la segona millor universitat de Catalunya i la setzena del món respecte a la qualitat de la docència.

## Xarxes i associacions internacionals
La Universitat de Lleida és membre de:
- Campus Iberus
- Grupo de Universidades Compostela
- Xarxa Vives d'Universitats